# راینفلد، هول‌اشتاین
شهر راینفلد، هول‌اشتاین (به آلمانی: Reinfeld, Holstein) در ایالت اشلسویگ-هل‌اشتاین در کشور آلمان واقع شده‌است.